# Macromitrium villosum
Macromitrium villosum là một loài Rêu trong họ Orthotrichaceae. Loài này được (Besch.) Broth. mô tả khoa học đầu tiên năm 1903.